# Lista de projetos de lei de criação de unidades regionais no Brasil
Existem várias regiões do Brasil que, por motivos político-administrativos, visam ter estatuto oficial de região metropolitana. Como a criação das regiões metropolitanas é responsabilidade do poder legislativo estadual, já foram apresentadas projetos de leis (e alguns desses podem ainda estar sendo analisado nas assembleias estaduais) para instituir as regiões metropolitanas listadas nas tabelas abaixo. Além de projetos de regiões metropolitanas, na listagem abaixo pode haver também projetos de outros tipos de unidades regionais, a exemplo de aglomerações urbanas e microrregiões.

## Interestaduais
| Proposta                                                | Município-núcleo | Estados participantes              | Projeto de lei | Autor do projeto      | Situação do projeto |
| ------------------------------------------------------- | ---------------- | ---------------------------------- | -------------- | --------------------- | ------------------- |
| Região Integrada de Desenvolvimento do Cariri-Araripe   |                  | Ceará, Paraíba, Pernambuco e Piauí | PLS 122/2009   | Inácio Arruda (PCdoB) |                     |
| Região Integrada de Desenvolvimento do Bico do Papagaio | Marabá           | Maranhão, Pará e Tocantins         | PLS 469/2013   | Vicentinho Alves      |                     |

## Estaduais

### Acre
| Proposta                           | Município-núcleo | Projeto de lei | Autor do projeto    | Situação do projeto |
| ---------------------------------- | ---------------- | -------------- | ------------------- | ------------------- |
| Região Metropolitana de Rio Branco | Rio Branco       | PL 62/2011     | Manoel Moraes (PSB) | Em tramitação       |

### Bahia
| Proposta                                     | Município-núcleo     | Projeto de lei | Autor do projeto | Situação do projeto |
| -------------------------------------------- | -------------------- | -------------- | ---------------- | ------------------- |
| Região Metropolitana de Barreiras            | Barreiras            |                |                  |                     |
| Região Metropolitana de Jequié               | Jequié               |                |                  |                     |
| Região Metropolitana de Paulo Afonso         | Paulo Afonso         |                |                  |                     |
| Região Metropolitana do Sul da Bahia         | Itabuna              |                |                  |                     |
| Região Metropolitana de Vitória da Conquista | Vitória da Conquista |                |                  |                     |

### Ceará
| Proposta                                  | Município-núcleo | Projeto de lei | Autor do projeto      | Situação do projeto |
| ----------------------------------------- | ---------------- | -------------- | --------------------- | ------------------- |
| Região Metropolitana do Centro-Sul        |                  |                | Mirian Sobreira       |                     |
| Região Metropolitana do Crateús           | Crateús          | Nº 07/17       | Carlos Felipe (PCdoB) |                     |
| Região Metropolitana dos Inhamuns         |                  |                |                       |                     |
| Região Metropolitana do Sertão Central    |                  |                | Tomaz Holanda (PPS)   |                     |
| Região Metropolitana do Vale do Jaguaribe |                  |                |                       |                     |

### Goiás
| Proposta                         | Município-núcleo | Projeto de lei | Autor do projeto | Situação do projeto |
| -------------------------------- | ---------------- | -------------- | ---------------- | ------------------- |
| Região Metropolitana de Anápolis | Anápolis         |                |                  |                     |

### Mato Grosso do Sul
| Proposta                             | Município-núcleo | Projeto de lei | Autor do projeto | Situação do projeto |
| ------------------------------------ | ---------------- | -------------- | ---------------- | ------------------- |
| Região Metropolitana de Campo Grande | Campo Grande     |                |                  |                     |
| Região Metropolitana de Dourados     | Dourados         |                |                  |                     |

### Minas Gerais
| Proposta                                       | Município-núcleo     | Projeto de lei | Autor do projeto | Situação do projeto |
| ---------------------------------------------- | -------------------- | -------------- | ---------------- | ------------------- |
| Região Metropolitana de Curvelo                | Curvelo              |                |                  |                     |
| Região Metropolitana de Governador Valadares   | Governador Valadares |                |                  |                     |
| Região Metropolitana dos Inconfidentes         | Ouro Preto           |                |                  |                     |
| Região Metropolitana de Juiz de Fora           | Juiz de Fora         |                |                  |                     |
| Região Metropolitana de Montes Claros          | Montes Claros        |                |                  |                     |
| Região Metropolitana do Triângulo Mineiro      | Uberaba              |                |                  |                     |
| Região Metropolitana de Pouso Alegre           | Pouso Alegre         |                |                  |                     |
| Região Metropolitana de Uberlândia             | Uberlândia           |                |                  |                     |
| Região Metropolitana do Vale do Alto Paraopeba | Conselheiro Lafaiete |                |                  |                     |
| Região Metropolitana do Vale do Rio Grande     |                      |                |                  |                     |

### Pará
| Proposta                         | Município-núcleo | Projeto de lei | Autor do projeto | Situação do projeto |
| -------------------------------- | ---------------- | -------------- | ---------------- | ------------------- |
| Região Metropolitana de Altamira | Altamira         |                |                  |                     |
| Região Metropolitana de Carajás  |                  |                |                  |                     |

### Paraíba
| Proposta                                | Município-núcleo | Projeto de lei | Autor do projeto | Situação do projeto |
| --------------------------------------- | ---------------- | -------------- | ---------------- | ------------------- |
| Região Geoadministrativa de Piancó      | Piancó           |                |                  |                     |
| Região Metropolitana de Catolé do Rocha | Catolé do Rocha  |                |                  |                     |
| Região Metropolitana de Monteiro        | Monteiro         |                |                  |                     |
| Região Metropolitana de Pombal          | Pombal           |                |                  |                     |
| Região Metropolitana de Santa Luzia     | Santa Luzia      |                |                  |                     |
| Região Metropolitana de São Bento       | São Bento        |                |                  |                     |
| Região Metropolitana de Solânea         | Solânea          |                |                  |                     |
| Região Metropolitana de Sumé            | Sumé             |                |                  |                     |

### Paraná
| Proposta                                         | Município-núcleo  | Projeto de lei | Autor do projeto | Situação do projeto |
| ------------------------------------------------ | ----------------- | -------------- | ---------------- | ------------------- |
| Região Metropolitana dos Campos Gerais do Paraná |                   |                |                  |                     |
| Região Metropolitana de Cianorte                 | Cianorte          |                |                  |                     |
| Região Metropolitana de Cornélio Procópio        | Cornélio Procópio |                |                  |                     |
| Região Metropolitana de Foz do Iguaçu            | Foz do Iguaçu     |                |                  |                     |
| Região Metropolitana de Francisco Beltrão        | Francisco Beltrão |                |                  |                     |
| Região Metropolitana de Guarapuava               | Guarapuava        |                |                  |                     |
| Região Metropolitana de Paranavaí                | Paranavaí         |                |                  |                     |
| Região Metropolitana de Pato Branco              | Pato Branco       |                |                  |                     |
| Região Metropolitana de Ponta Grossa             | Ponta Grossa      |                |                  |                     |
| Região Metropolitana de União da Vitória         | União da Vitória  |                |                  |                     |

### Pernambuco
| Proposta                                | Município-núcleo | Projeto de lei | Autor do projeto | Situação do projeto     |
| --------------------------------------- | ---------------- | -------------- | ---------------- | ----------------------- |
| Região Metropolitana do Agreste Central | Caruaru          | 07/2015        | Tony Gel         | Enviada para publicação |

### Piauí
| Proposta                      | Município-núcleo | Projeto de lei | Autor do projeto | Situação do projeto |
| ----------------------------- | ---------------- | -------------- | ---------------- | ------------------- |
| Região Metropolitana de Picos | Picos            |                |                  |                     |

### Rio Grande do Norte
| Proposta                        | Município-núcleo | Projeto de lei | Autor do projeto | Situação do projeto |
| ------------------------------- | ---------------- | -------------- | ---------------- | ------------------- |
| Região Metropolitana de Caicó   | Caicó            |                |                  |                     |
| Região Metropolitana de Mossoró | Mossoró          |                |                  | Vetado              |

### Rio Grande do Sul
| Proposta                                | Município-núcleo | Projeto de lei | Autor do projeto | Situação do projeto |
| --------------------------------------- | ---------------- | -------------- | ---------------- | ------------------- |
| Aglomeração Urbana do Norte Gaúcho      |                  |                |                  |                     |
| Região Metropolitana de Alto Uruguai    | Erechim          |                |                  |                     |
| Região Metropolitana de Passo Fundo     | Passo Fundo      |                |                  |                     |
| Região Metropolitana de Pelotas         | Pelotas          |                |                  |                     |
| Região Metropolitana do Vale do Taquari |                  |                |                  |                     |
| Região Metropolitana da Zona Sul        |                  |                |                  |                     |

### Santa Catarina
| Proposta                           | Município-núcleo | Projeto de lei | Autor do projeto | Situação do projeto |
| ---------------------------------- | ---------------- | -------------- | ---------------- | ------------------- |
| Região Metropolitana de Rio do Sul | Rio do Sul       |                |                  |                     |

### São Paulo
| Proposta                                    | Município-núcleo    | Projeto de lei | Autor do projeto       | Situação do projeto                                 |
| ------------------------------------------- | ------------------- | -------------- | ---------------------- | --------------------------------------------------- |
| Aglomeração Urbana Central                  | São Carlos          |                |                        |                                                     |
| Aglomeração Urbana dos Grandes Lagos        | Votuporanga         | PLC Nº 23/2011 | Carlão Pignatari       | Veto Total, Ofício SGP nº 3073/2015                 |
| Microrregião Bragantina                     | Bragança Paulista   | PCL Nº 15/2011 | Edmir Chedid           | Arquivado pelo Setor de Arquivo na caixa 17.03.003. |
| Microrregião Circuito das Águas             | Amparo              | PCL Nº 17/2011 | Edmir Chedid           | Arquivado pelo Setor de Arquivo na caixa 17.03.003. |
| Microrregião de Araraquara                  | Araraquara          | PCL Nº 31/2011 | Roberto Massafera      | Arquivado pelo Setor de Arquivo na caixa 17.03.003. |
| Microrregião de Assis                       | Assis               | PCL Nº 26/2011 | Mauro Bragato          | Arquivado pelo Setor de Arquivo na caixa 17.03.003. |
| Microrregião de Catanduva                   | Catanduva           | PCL Nº 42/2011 | Geraldo Vinholi (PSDB) | Arquivado pelo Setor de Arquivo na caixa 17.03.003. |
| Microrregião de Mogi Guaçu                  | Mogi Guaçu          | PCL Nº 20/2011 | Campos Machado         | Arquivado pelo Setor de Arquivo na caixa 17.03.003. |
| Microrregião de Ourinhos                    | Ourinhos            | PCL Nº 27/2011 | Mauro Bragato          | Arquivado pelo Setor de Arquivo na caixa 17.03.003. |
| Microrregião de São Carlos                  | São Carlos          | PCL Nº 32/2011 | Roberto Massafera      | Arquivado pelo Setor de Arquivo na caixa 17.03.003. |
| Região Metropolitana do ABC                 |                     |                |                        |                                                     |
| Região Metropolitana de Araçatuba           | Araçatuba           |                |                        |                                                     |
| Região Metropolitana de Bauru               | Bauru               |                |                        |                                                     |
| Região Metropolitana de Barretos            | Barretos            |                |                        |                                                     |
| Região Metropolitana de Franca              | Franca              |                |                        |                                                     |
| Região Metropolitana de Itapetininga        | Itapetininga        |                |                        |                                                     |
| Região Metropolitana de Presidente Prudente | Presidente Prudente |                |                        |                                                     |

### Tocantins
| Proposta                          | Município-núcleo | Projeto de lei | Autor do projeto | Situação do projeto |
| --------------------------------- | ---------------- | -------------- | ---------------- | ------------------- |
| Região Metropolitana de Araguaína | Araguaína        |                |                  |                     |